# Mycena adonis
Mycena adonis é uma espécie de fungo da família de cogumelos Mycenaceae. Produz pequenos corpos de frutificação com chapéus em forma de sino que atingem 1,2 cm de diâmetro. Sua cor varia com a umidade, sendo vermelho quando úmido e alaranjado a cor de couro se estiver mais seco. O chapéu é sustentado por uma frágil estipe de apenas 2 milímetros de espessura e que cresce até 4 centímetros de altura. O cogumelo não tem qualquer odor ou sabor, e é considerado pelos especialistas como não-comestível. A espécie pode ser confundida com várias outras do gênero Mycena, incluindo M. acicula, com a qual só pode ser distinguida de modo confiável pelas características microscópicas.
Foi descrita pela primeira vez em 1792 por Jean Bulliard, sendo batizada na época de Agaricus adonis. Mais tarde, em 1821, foi transferida para o gênero Mycena por Samuel Frederick Gray, formando assim seu nome atual. Os cogumelos crescem na primavera e no outono, solitários ou agrupados, em florestas de coníferas, próximos a abetos e cicutas. Na natureza, o M. adonis é encontrado no oeste da América do Norte, em alguns países da Europa e nas Ilhas Canárias. A espécie já foi registrada também no vale do rio Ussuri, no nordeste da China. Próximo a Amsterdã, nos Países Baixos, corpos de frutificação do fungo foram encontrados crescendo em árvores decíduas como Acer granatense e salgueiro (Salix alba). Acredita-se que a casca destas árvores se tornou mais ácida nos últimos anos devido ao aumento da poluição atmosférica (especificamente, os aumentos nos níveis de ácido sulfúrico e nítrico provenientes da fumaça industrial), proporcionando assim um substrato mais adequado para o fungo.

## Taxonomia
A espécie foi descrita cientificamente pela primeira vez em 1792 pelo botânico Jean Baptiste Pierre Bulliard, sendo batizada na época de Agaricus adonis. Mais tarde, em 1821, foi transferida para o gênero Mycena por Samuel Frederick Gray, formando assim a nomenclatura binominal aceita hoje: Mycena adonis. Apesar do micologista alemão Rolf Singer ter movido o cogumelo para outros gêneros, tais como o Hemimycena (1943) e Marasmiellus (1951), ele mesmo mudou de ideia e em sua obra Agaricales in Modern Taxonomy, de 1968, trouxe a espécie de volta para os Mycena, corroborando assim com a classificação de Gray feita no século anterior. Os outros nomes atribuídos ao fungo são hoje sinônimos obrigatórios.
Nos países de língua inglesa, o cogumelo é popularmente conhecido como "scarlet bonnet". Samuel Frederick Gray chamou-a de "Adonis high-stool" na sua obra Natural Arrangement of British Plants, de 1821; enquanto Mordecai Cubitt Cooke se referiu ao fungo como "delicate Mycena".

## Descrição

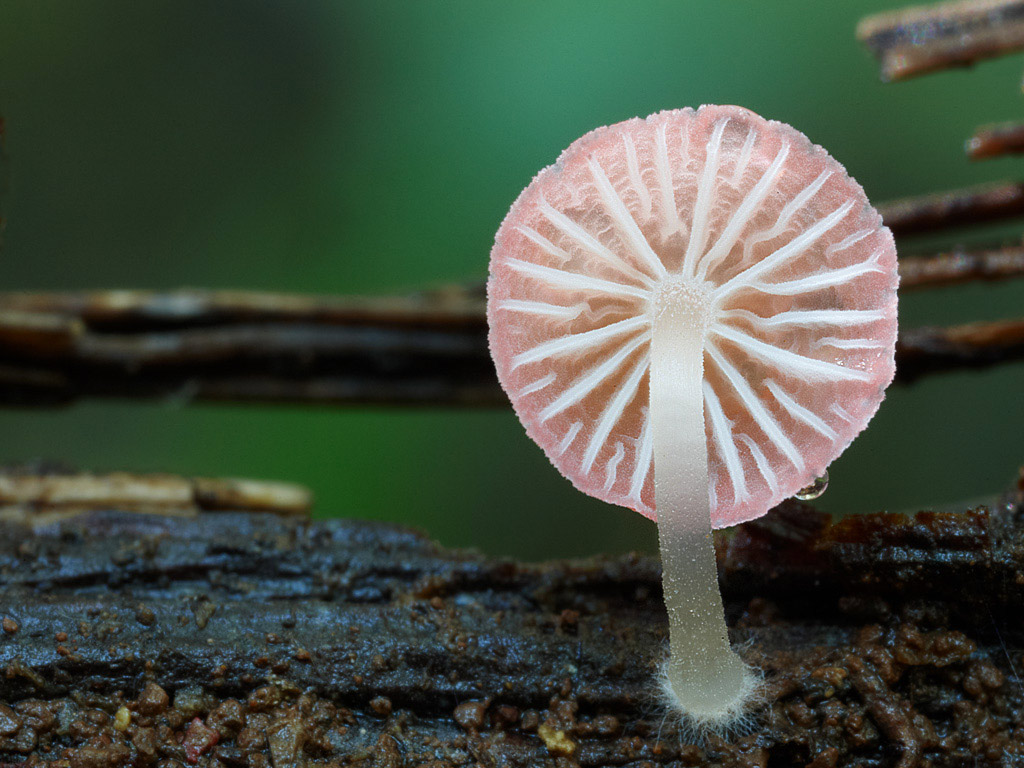
As lamelas são espaçadas, e entre elas há duas ou três lamélulas.

O píleo (o "chapeú" do cogumelo) tem a princípio uma forma acentuadamente cônica, mas a medida que o fungo cresce fica mais estreito e com formato de sino ou de cone largo na maturidade, tipicamente atingindo 0,5 a 1,2 centímetros de diâmetro. A margem do píleo é inicialmente comprimida contra a estipe e de tonalidade opaca ou quase opaca. Quando fresco, é úmido e de cor vermelho escarlate, tornando-se laranja ou laranja-amarelado antes de ir perdendo a umidade. O cogumelo muda de cor conforme a umidade, e quando seco fica da cor de couro. A carne é fina e frágil, da mesma cor do píleo, e sem qualquer gosto ou odor característico. As lamelas são adnatas ascendentes (ou seja, se anexam à estipe em ângulo agudo, parecendo fazer uma curva ascendente em direção ao tronco) ou fixadas por um "dente", com 14 a 16 lamelas atingindo o tronco. Além disso, existem duas ou três camadas de lamélulas, que são lamelas curtas que não se estendem completamente a partir da borda do píleo até a estipe. As lamelas são estreitas, e de cor amarelada ou com um tom avermelhado quando o fungo ainda é jovem; suas margens são mais pálidas e da mesma cor que suas faces. A estipe tem de 2 a 4 cm de comprimento e de 1 a 2 mm de espessura, sendo aproximadamente igual em toda a extensão. É tubular e frágil, inicialmente coberta com um pó fino, e fica polida e lisa com o passar do tempo; tem cor amarelo pálido, tornando-se depois esbranquiçada, com a base muitas vezes com um tom amarelo "sujo" ou marrom. Os cogumelos M. adonis não são comestíveis.

### Características microscópicas
Os esporos têm formato estreitamente elipsoide, não são amiloides, e medem de 6 a 7 por 3 a 3,5 micrômetros (µm). Os basídios (as células que carregam os esporos) possuem quatro esporos cada e medem de 20 a 22 por 6 a 7 µm. Tanto os queilocistídios como os pleurocistídios (cistídios encontrados, respectivamente, nas bordas e nas faces das lamelas) são abundantes e têm formatos e detalhes parecidos. Eles medem de 40 a 58 por 10 a 15 µm, afilando-se ligeiramente em cada extremidade e geralmente com um "pescoço" comprido em forma de agulha (ramificado em algumas células). Os cistídios são geralmente lisos, mas quando o cogumelo seco é fixado com hidróxido de potássio para observação ao microscópio óptico, uma substância amorfa aparentemente detém os esporos e detritos ao redor do "pescoço" ou do ápice, fazendo-os parecerem incrustados. A carne das lamelas se cora muito fracamente de marrom-vináceo quando corada com iodo. Já a carne do píleo tem uma película fina e pouco diferenciada com uma região de células ligeiramente alargadas abaixo dela; o restante é filamentoso, e a parte filamentosa se mancha de castanho-vináceo quando lhe é aplicado iodo.

## Espécies semelhantes

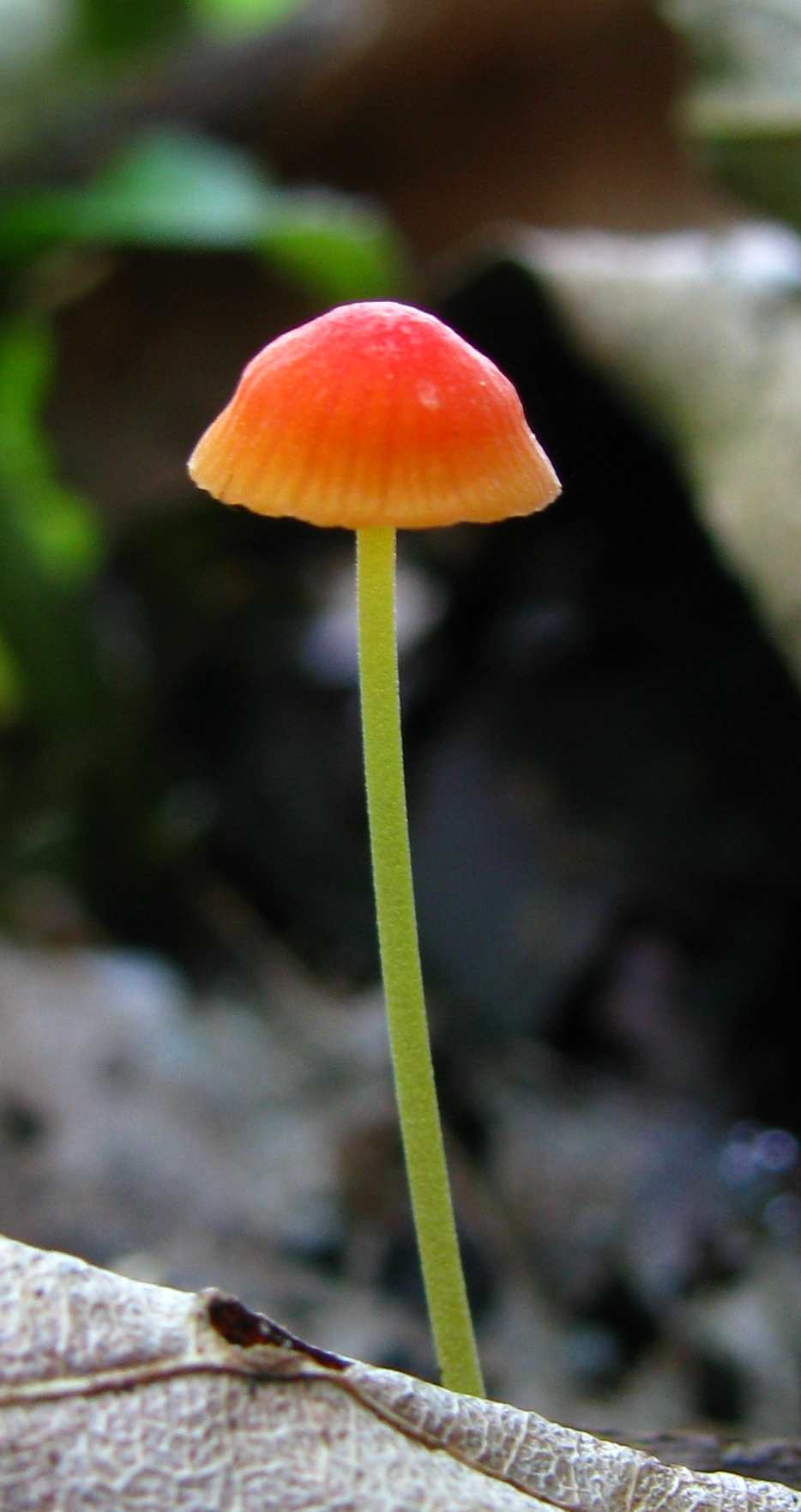
Mycena acicula é um dos "sósias" de M. adonis

Existem vários outros cogumelos do gênero Mycena com os quais o Mycena adonis pode ser confundido. M. acicula é um cogumelo geralmente menor, com um chapéu de cor laranja-vermelho intenso ao invés da tonalidade rosa-salmão brilhante típica do M. adonis. Já que as cores e tamanhos de M. acicula e M. Adonis são semelhantes, é necessário usar um microscópio para fazer a distinção entre essas espécies de forma confiável, pois os tamanhos e formatos dos esporos são diferente. M. strobilinoides pode ser diferenciado do M. Adonis por seus chapéus laranja e esporos amiloides. M. aurantiidisca pode ser distinguido do M. Adonis pela falta de tons rosados e escarlate no píleo e pela ausência de hifas corticais gelatinizadas. Mycena oregonensis difere do M. Adonis por seu chapéu de cor laranja a amarelo e falta de tons rosados e escarlate. M. roseipallens tem um corpo de frutificação menor, esporos mais largos, um píleo menos cônico e menos intensamente colorido, e cresce sobre restos de madeira caídos de árvores como ulmeiros e amieiros.

## Ecologia, habitat e distribuição
Os corpos de frutificação do Mycena adonis crescem solitários ou agrupados em florestas de coníferas, e aparecem na primavera e no outono. Os cogumelos se desenvolvem próximos uns dos outros ou espalhados sobre uma camada de abetos e cicutas de florestas úmidas de coníferas, no litoral ou em montanhas mais altas, onde não é incomum nos meses da primavera e outono. Por exemplo, os corpos de frutificação do fungo foram encontrados crescendo em árvores decíduas como Acer granatense e o salgueiro (Salix alba), perto de Amsterdã, nos Países Baixos. Levantou-se a hipótese de que a casca destas árvores se tornou mais ácida nos últimos anos devido ao aumento da poluição atmosférica (especificamente, os aumentos nos níveis de ácido sulfúrico e nítrico provenientes da fumaça industrial), proporcionando assim um substrato mais adequado para o fungo.
Na natureza, o M. adonis é encontrado no oeste da América do Norte, na Europa (Grã-Bretanha,Alemanha, Países Baixos e Escócia) e nas Ilhas Canárias. Em 2007, foi publicada a coleta da espécie no vale do rio Ussuri, no nordeste da China. O especialista em cogumelos Mycena Alexander H. Smith encontrou as espécies nos estados de Washington, Oregon e Califórnia.